# Jonnalakunte, Chik Ballapur
Jonnalakunte là một làng thuộc tehsil Chik Ballapur, huyện Kolar, bang Karnataka, Ấn Độ.